# عهدي صادق
عهدي صادق (16 نوفمبر 1950 – 28 مارس 2022)، ممثل مصري.

## عن حياته
اسمه بالكامل (عهدي صادق بشاي). تخرج في المعهد العالي للفنون المسرحية. بدأ حياته الفنية في أوائل السبعينات بأدوار صغيرة. لم ينل بطولة مطلقة في مسيرته الفنية أبداً، لكنه كان دائم أداء الأدوار الصعبة التي تظل في ذاكرة المشاهدين خاصة التلفزيونية مثل مسلسلات: (ليالي الحلمية) 1987، (رأفت الهجان ج1) 1987، (بوابة الحلواني) 1992، (أرابيسك) 1994، (حلم الجنوبي) 1995، (زيزينيا) 1997، (جحا المصري) 2002، (فارس بلا جواد) 2002، و(هيمه) 2008. كما شارك صادق في عدة أفلام سينمائية، مثل: (المتوحشة) 1979، (أنياب) 1981، (الكيف) 1985، (اليوم السادس) 1986، (شحاذون ونبلاء) 1991 وغيرها.

## من أعماله

### المسلسلات
حلم الجنوبى
- ليالي الحلمية
- الشهد والدموع الجزء الثاني
- رأفت الهجان الجزء الأول
- بوابة الحلواني
- الفتوة
- ثلاثة في قطار

### أفلام دينية
- الراهب الصامت
- قصة حياة أبونا عبد المسيح المناهري
- قصة حياة القديس القمص ميخائيل إبراهيم
- قصة حياة الشهيد فيلوباتير مرقوريوس أبي سيفين

### السينما
- شحاتين ونبلاء):1991
- المتوحشة
- أنياب
- اليوم السادس

### الفوازير
- المناسبات (1988)

## روابط خارجية
- عهدي صادق على موقع الدهليز
- عهدي صادق على موقع قاعدة بيانات الأفلام العربية